# Vuelta a España 2024
La Vuelta a España 2024, settantanovesima edizione della corsa e valida come prova dell'UCI World Tour 2024, si svolse dal 17 agosto all'8 settembre 2024 per un totale di 3 304,3 km, suddiviso in ventuno tappe, con partenza in Portogallo da Lisbona e arrivo, come da tradizione, a Madrid. La vittoria fu appannaggio dello sloveno Primož Roglič, il quale completò il percorso in 81h49'18", alla media di 40,384 km/h, precedendo l'australiano Ben O'Connor e lo spagnolo Enric Mas. 

## Tappe
| Tappa  | Data         | Percorso                                                  | km      | Vincitore di tappa | Leader cl. generale |
| ------ | ------------ | --------------------------------------------------------- | ------- | ------------------ | ------------------- |
| 1ª     | 17 agosto    | Lisbona (PRT) > Oeiras (PRT) (cron. individuale)          | 12      | Brandon McNulty    | Brandon McNulty     |
| 2ª     | 18 agosto    | Cascais (PRT) > Ourém (PRT)                               | 194     | Kaden Groves       | Wout Van Aert       |
| 3ª     | 19 agosto    | Lousã (PRT) > Castelo Branco (PRT)                        | 191,2   | Wout Van Aert      | Wout Van Aert       |
| 4ª     | 20 agosto    | Plasencia > Pico Villuercas                               | 170,5   | Primož Roglič      | Primož Roglič       |
| 5ª     | 21 agosto    | Fuente del Maestre > Siviglia                             | 177     | Pavel Bittner      | Primož Roglič       |
| 6ª     | 22 agosto    | Jerez de la Frontera > Yunquera                           | 185,5   | Ben O'Connor       | Ben O'Connor        |
| 7ª     | 23 agosto    | Archidona > Cordova                                       | 180,5   | Wout Van Aert      | Ben O'Connor        |
| 8ª     | 24 agosto    | Úbeda > Cazorla                                           | 159     | Primož Roglič      | Ben O'Connor        |
| 9ª     | 25 agosto    | Motril > Granada                                          | 178,5   | Adam Yates         | Ben O'Connor        |
|        | 26 agosto    | giorno di riposo                                          |         |                    |                     |
| 10ª    | 27 agosto    | Ponteareas > Baiona                                       | 160     | Wout Van Aert      | Ben O'Connor        |
| 11ª    | 28 agosto    | Padrón > Padrón                                           | 166,5   | Eddie Dunbar       | Ben O'Connor        |
| 12ª    | 29 agosto    | Ourense > Estación de Montaña de Manzaneda                | 137,5   | Pablo Castrillo    | Ben O'Connor        |
| 13ª    | 30 agosto    | Lugo > Puerto de Ancares                                  | 176     | Michael Woods      | Ben O'Connor        |
| 14ª    | 31 agosto    | Villafranca del Bierzo > Villablino                       | 200,5   | Kaden Groves       | Ben O'Connor        |
| 15ª    | 1º settembre | Infiesto > Valgrande-Pajares Cuitu Negru                  | 143     | Pablo Castrillo    | Ben O'Connor        |
|        | 2 settembre  | giorno di riposo                                          |         |                    |                     |
| 16ª    | 3 settembre  | Luanco > Lagos de Covadonga                               | 181,5   | Marc Soler         | Ben O'Connor        |
| 17ª    | 4 settembre  | Arnuero > Santander                                       | 141,5   | Kaden Groves       | Ben O'Connor        |
| 18ª    | 5 settembre  | Vitoria-Gasteiz > Maeztu                                  | 179,5   | Urko Berrade       | Ben O'Connor        |
| 19ª    | 6 settembre  | Logroño > Alto de Moncalvillo                             | 173,5   | Primož Roglič      | Primož Roglič       |
| 20ª    | 7 settembre  | Villarcayo > Picón Blanco                                 | 172     | Eddie Dunbar       | Primož Roglič       |
| 21ª    | 8 settembre  | Distrito Telefónica (Madrid) > Madrid (cron. individuale) | 24,6    | Stefan Küng        | Primož Roglič       |
| Totale | Totale       | Totale                                                    | 3 304,3 |                    |                     |

## Squadre e corridori partecipanti
| N.      | Cod. | Squadra                         |
| ------- | ---- | ------------------------------- |
| 1-8     | TVL  | Team Visma-Lease a Bike         |
| 11-18   | UAD  | UAE Team Emirates               |
| 21-28   | IGD  | Ineos Grenadiers                |
| 31-38   | SOQ  | T-Rex QuickStep                 |
| 41-48   | LTK  | Lidl-Trek                       |
| 51-58   | DAT  | Decathlon AG2R La Mondiale Team |
| 61-68   | RBH  | Red Bull-Bora-Hansgrohe         |
| 71-78   | ADC  | Alpecin-Deceuninck              |
| 81-88   | IPT  | Israel-Premier Tech             |
| 91-98   | LTD  | Lotto Dstny                     |
| 101-108 | GFC  | Groupama-FDJ                    |

| N.      | Cod. | Squadra                   |
| ------- | ---- | ------------------------- |
| 111-118 | EFE  | EF Education-EasyPost     |
| 121-128 | MOV  | Movistar Team             |
| 131-138 | TBV  | Bahrain Victorious        |
| 141-148 | JAY  | Team Jayco AlUla          |
| 151-158 | ARK  | Arkéa-B&B Hotels          |
| 161-168 | IWA  | Intermarché-Wanty         |
| 171-178 | DFP  | Team DSM-Firmenich PostNL |
| 181-188 | COF  | Cofidis                   |
| 191-198 | AST  | Astana Qazaqstan Team     |
| 201-208 | EKP  | Equipo Kern Pharma        |
| 211-218 | EUS  | Euskaltel-Euskadi         |

## Dettagli delle tappe

### 1ª tappa
- 17 agosto: Lisbona (PRT) > Oeiras (PRT) – Cronometro individuale – 12 km

Risultati
| Pos. | Corridore       | Squadra | Tempo  |
| ---- | --------------- | ------- | ------ |
| 1    | Brandon McNulty | UAE     | 12'35" |
| 2    | Mathias Vacek   | Lidl    | a 2"   |
| 3    | Wout Van Aert   | Visma   | a 3"   |

| Pos. | Corridore       | Squadra | Tempo  |
| ---- | --------------- | ------- | ------ |
| 1    | Brandon McNulty | UAE     | 12'35" |
| 2    | Mathias Vacek   | Lidl    | a 2"   |
| 3    | Wout Van Aert   | Visma   | a 3"   |

### 2ª tappa
- 18 agosto: Cascais (PRT) > Ourém (PRT) – 194 km

Risultati
| Pos. | Corridore     | Squadra | Tempo    |
| ---- | ------------- | ------- | -------- |
| 1    | Kaden Groves  | Alpecin | 5h12'55" |
| 2    | Wout Van Aert | Visma   | s.t.     |
| 3    | Corbin Strong | Israel  | s.t.     |

| Pos. | Corridore       | Squadra | Tempo    |
| ---- | --------------- | ------- | -------- |
| 1    | Wout Van Aert   | Visma   | 5h25'27" |
| 2    | Brandon McNulty | UAE     | a 3"     |
| 3    | Mathias Vacek   | Lidl    | a 5"     |

### 3ª tappa
- 19 agosto: Lousã (PRT) > Castelo Branco (PRT) – 191,2 km

Risultati
| Pos. | Corridore      | Squadra   | Tempo    |
| ---- | -------------- | --------- | -------- |
| 1    | Wout Van Aert  | Visma     | 4h40'42" |
| 2    | Kaden Groves   | Alpecin   | s.t.     |
| 3    | Jon Aberasturi | Euskaltel | s.t.     |

| Pos. | Corridore       | Squadra | Tempo     |
| ---- | --------------- | ------- | --------- |
| 1    | Wout Van Aert   | Visma   | 10h05'59" |
| 2    | Brandon McNulty | UAE     | a 13"     |
| 3    | Mathias Vacek   | Lidl    | a 15"     |

### 4ª tappa
- 20 agosto: Plasencia > Pico Villuercas – 170,5 km

Risultati
| Pos. | Corridore           | Squadra  | Tempo    |
| ---- | ------------------- | -------- | -------- |
| 1    | Primož Roglič       | Red Bull | 4h26'49" |
| 2    | Lennert Van Eetvelt | Lotto    | s.t.     |
| 3    | João Almeida        | UAE      | s.t.     |

| Pos. | Corridore     | Squadra  | Tempo     |
| ---- | ------------- | -------- | --------- |
| 1    | Primož Roglič | Red Bull | 14h33'08" |
| 2    | João Almeida  | UAE      | a 8"      |
| 3    | Enric Mas     | Movistar | a 32"     |

### 5ª tappa
- 21 agosto: Fuente del Maestre > Siviglia – 177 km

Risultati
| Pos. | Corridore     | Squadra | Tempo    |
| ---- | ------------- | ------- | -------- |
| 1    | Pavel Bittner | DSM     | 4h25'28" |
| 2    | Wout Van Aert | Visma   | s.t.     |
| 3    | Kaden Groves  | Alpecin | s.t.     |

| Pos. | Corridore     | Squadra  | Tempo     |
| ---- | ------------- | -------- | --------- |
| 1    | Primož Roglič | Red Bull | 18h58'36" |
| 2    | João Almeida  | UAE      | a 8"      |
| 3    | Enric Mas     | Movistar | a 32"     |

### 6ª tappa
- 22 agosto: Jerez de la Frontera > Yunquera – 185,5 km

Risultati
| Pos. | Corridore        | Squadra   | Tempo    |
| ---- | ---------------- | --------- | -------- |
| 1    | Ben O'Connor     | Decathlon | 4h28'12" |
| 2    | Marco Frigo      | Israel    | a 4'33"  |
| 3    | Florian Lipowitz | Red Bull  | a 5'12"  |

| Pos. | Corridore     | Squadra   | Tempo     |
| ---- | ------------- | --------- | --------- |
| 1    | Ben O'Connor  | Decathlon | 23h28'28" |
| 2    | Primož Roglič | Red Bull  | a 4'51"   |
| 3    | João Almeida  | UAE       | a 4'59"   |

### 7ª tappa
- 23 agosto: Archidona > Cordova - 180,5 km

Risultati
| Pos. | Corridore     | Squadra     | Tempo    |
| ---- | ------------- | ----------- | -------- |
| 1    | Wout Van Aert | Visma       | 4h15'39" |
| 2    | Mathias Vacek | Lidl        | s.t.     |
| 3    | Pau Miquel    | Kern Pharma | s.t.     |

| Pos. | Corridore     | Squadra   | Tempo     |
| ---- | ------------- | --------- | --------- |
| 1    | Ben O'Connor  | Decathlon | 27h44'07" |
| 2    | Primož Roglič | Red Bull  | a 4'45"   |
| 3    | João Almeida  | UAE       | a 4'59"   |

### 8ª tappa
- 24 agosto: Úbeda > Cazorla - 159 km

Risultati
| Pos. | Corridore     | Squadra  | Tempo    |
| ---- | ------------- | -------- | -------- |
| 1    | Primož Roglič | Red Bull | 3h38'34" |
| 2    | Enric Mas     | Movistar | s.t.     |
| 3    | Mikel Landa   | Bahrain  | a 14"    |

| Pos. | Corridore     | Squadra   | Tempo     |
| ---- | ------------- | --------- | --------- |
| 1    | Ben O'Connor  | Decathlon | 31h23'27" |
| 2    | Primož Roglič | Red Bull  | a 3'49"   |
| 3    | Enric Mas     | Movistar  | a 4'31"   |

### 9ª tappa
- 25 agosto: Motril > Granada - 178,5 km

Risultati
| Pos. | Corridore       | Squadra   | Tempo    |
| ---- | --------------- | --------- | -------- |
| 1    | Adam Yates      | UAE       | 4h42'28" |
| 2    | Richard Carapaz | EF        | a 1'39"  |
| 3    | Ben O'Connor    | Decathlon | a 3'45"  |

| Pos. | Corridore       | Squadra   | Tempo     |
| ---- | --------------- | --------- | --------- |
| 1    | Ben O'Connor    | Decathlon | 36h09'36" |
| 2    | Primož Roglič   | Red Bull  | a 3'53"   |
| 3    | Richard Carapaz | EF        | a 4'32"   |

### 10ª tappa
- 27 agosto: Ponteareas > Baiona - 160 km

Risultati
| Pos. | Corridore      | Squadra  | Tempo    |
| ---- | -------------- | -------- | -------- |
| 1    | Wout Van Aert  | Visma    | 3h50'47" |
| 2    | Quentin Pacher | Groupama | a 3"     |
| 3    | Marc Soler     | UAE      | a 2'01"  |

| Pos. | Corridore       | Squadra   | Tempo     |
| ---- | --------------- | --------- | --------- |
| 1    | Ben O'Connor    | Decathlon | 40h05'54" |
| 2    | Primož Roglič   | Red Bull  | a 3'53"   |
| 3    | Richard Carapaz | EF        | a 4'32"   |

### 11ª tappa
- 28 agosto: Padrón > Padrón - 166,5 km

Risultati
| Pos. | Corridore       | Squadra | Tempo    |
| ---- | --------------- | ------- | -------- |
| 1    | Eddie Dunbar    | Jayco   | 3h44'52" |
| 2    | Quinten Hermans | Alpecin | a 2"     |
| 3    | Max Poole       | DSM     | s.t.     |

| Pos. | Corridore     | Squadra   | Tempo     |
| ---- | ------------- | --------- | --------- |
| 1    | Ben O'Connor  | Decathlon | 43h54'54" |
| 2    | Primož Roglič | Red Bull  | a 3'16"   |
| 3    | Enric Mas     | Movistar  | a 3'58"   |

### 12ª tappa
- 29 agosto: Ourense > Estación de Montaña de Manzaneda - 137,5 km

Risultati
| Pos. | Corridore       | Squadra     | Tempo    |
| ---- | --------------- | ----------- | -------- |
| 1    | Pablo Castrillo | Kern Pharma | 3h36'12" |
| 2    | Max Poole       | DSM         | a 8"     |
| 3    | Marc Soler      | UAE         | a 16"    |

| Pos. | Corridore     | Squadra   | Tempo     |
| ---- | ------------- | --------- | --------- |
| 1    | Ben O'Connor  | Decathlon | 47h37'35" |
| 2    | Primož Roglič | Red Bull  | a 3'16"   |
| 3    | Enric Mas     | Movistar  | a 3'58"   |

### 13ª tappa
- 30 agosto: Lugo > Puerto de Ancares - 176 km

Risultati
| Pos. | Corridore     | Squadra | Tempo    |
| ---- | ------------- | ------- | -------- |
| 1    | Michael Woods | Israel  | 4h19'51" |
| 2    | Mauro Schmid  | Jayco   | a 45"    |
| 3    | Marc Soler    | UAE     | a 1'11"  |

| Pos. | Corridore     | Squadra   | Tempo     |
| ---- | ------------- | --------- | --------- |
| 1    | Ben O'Connor  | Decathlon | 52h10'15" |
| 2    | Primož Roglič | Red Bull  | a 1'21"   |
| 3    | Enric Mas     | Movistar  | a 3'01"   |

### 14ª tappa
- 31 agosto: Villafranca del Bierzo > Villablino - 200,5 km

Risultati
| Pos. | Corridore     | Squadra | Tempo    |
| ---- | ------------- | ------- | -------- |
| 1    | Kaden Groves  | Alpecin | 4h21'34" |
| 2    | Wout Van Aert | Visma   | s.t.     |
| 3    | Corbin Strong | Israel  | s.t.     |

| Pos. | Corridore     | Squadra   | Tempo     |
| ---- | ------------- | --------- | --------- |
| 1    | Ben O'Connor  | Decathlon | 56h31'49" |
| 2    | Primož Roglič | Red Bull  | a 1'21"   |
| 3    | Enric Mas     | Movistar  | a 3'01"   |

### 15ª tappa
- 1º settembre: Infiesto > Valgrande-Pajares Cuitu Negru - 143 km

Risultati
| Pos. | Corridore        | Squadra     | Tempo    |
| ---- | ---------------- | ----------- | -------- |
| 1    | Pablo Castrillo  | Kern Pharma | 3h45'51" |
| 2    | Aleksandr Vlasov | Red Bull    | a 12"    |
| 3    | Pavel Sivakov    | UAE         | a 31"    |

| Pos. | Corridore     | Squadra   | Tempo     |
| ---- | ------------- | --------- | --------- |
| 1    | Ben O'Connor  | Decathlon | 60h19'22" |
| 2    | Primož Roglič | Red Bull  | a 1’03”   |
| 3    | Enric Mas     | Movistar  | a 2'23"   |

### 16ª tappa
- 3 settembre: Luanco > Lagos de Covadonga - 181,5 km

Risultati
| Pos. | Corridore    | Squadra | Tempo    |
| ---- | ------------ | ------- | -------- |
| 1    | Marc Soler   | UAE     | 4h44'46" |
| 2    | Filippo Zana | Jayco   | a 18"    |
| 3    | Max Poole    | DSM     | a 23"    |

| Pos. | Corridore     | Squadra   | Tempo     |
| ---- | ------------- | --------- | --------- |
| 1    | Ben O'Connor  | Decathlon | 65h09'00" |
| 2    | Primož Roglič | Red Bull  | a 5”      |
| 3    | Enric Mas     | Movistar  | a 1'25"   |

### 17ª tappa
- 4 settembre: Arnuero > Santander - 141,5 km

Risultati
| Pos. | Corridore     | Squadra     | Tempo    |
| ---- | ------------- | ----------- | -------- |
| 1    | Kaden Groves  | Alpecin     | 3h32'14" |
| 2    | Pavel Bittner | DSM         | s.t.     |
| 3    | Vito Braet    | Intermarchè | s.t.     |

| Pos. | Corridore     | Squadra   | Tempo     |
| ---- | ------------- | --------- | --------- |
| 1    | Ben O'Connor  | Decathlon | 68h41'14" |
| 2    | Primož Roglič | Red Bull  | a 5”      |
| 3    | Enric Mas     | Movistar  | a 1'25"   |

### 18ª tappa
- 5 settembre: Vitoria-Gasteiz > Maeztu - 179,5 km

Risultati
| Pos. | Corridore    | Squadra     | Tempo    |
| ---- | ------------ | ----------- | -------- |
| 1    | Urko Berrade | Kern Pharma | 4h00'52" |
| 2    | Mauro Schmid | Jayco       | a 4"     |
| 3    | Max Poole    | DSM         | s.t.     |

| Pos. | Corridore     | Squadra   | Tempo     |
| ---- | ------------- | --------- | --------- |
| 1    | Ben O'Connor  | Decathlon | 72h48'46" |
| 2    | Primož Roglič | Red Bull  | a 5”      |
| 3    | Enric Mas     | Movistar  | a 1'25"   |

### 19ª tappa
- 6 settembre: Logroño > Alto de Moncalvillo - 173,5 km

Risultati
| Pos. | Corridore         | Squadra  | Tempo   |
| ---- | ----------------- | -------- | ------- |
| 1    | Primož Roglič     | Red Bull | 3h54'55 |
| 2    | David Gaudu       | Groupama | a 46"   |
| 3    | Mattias Skjelmose | Lidl     | s.t.    |

| Pos. | Corridore     | Squadra   | Tempo     |
| ---- | ------------- | --------- | --------- |
| 1    | Primož Roglič | Red Bull  | 76h43'36" |
| 2    | Ben O'Connor  | Decathlon | a 1'54"   |
| 3    | Enric Mas     | Movistar  | a 2'20"   |

### 20ª tappa
- 7 settembre: Villarcayo > Picón Blanco - 172 km

Risultati
| Pos. | Corridore     | Squadra  | Tempo    |
| ---- | ------------- | -------- | -------- |
| 1    | Eddie Dunbar  | Jayco    | 4h38'37" |
| 2    | Enric Mas     | Movistar | a 7"     |
| 3    | Primož Roglič | Red Bull | a 10"    |

| Pos. | Corridore     | Squadra   | Tempo     |
| ---- | ------------- | --------- | --------- |
| 1    | Primož Roglič | Red Bull  | 81h22'19" |
| 2    | Ben O'Connor  | Decathlon | a 2'02"   |
| 3    | Enric Mas     | Movistar  | a 2'11"   |

### 21ª tappa
- 8 settembre: Distrito Telefónica (Madrid) > Madrid – Cronometro individuale – 24,6 km

Risultati
| Pos. | Corridore       | Squadra  | Tempo  |
| ---- | --------------- | -------- | ------ |
| 1    | Stefan Küng     | Groupama | 26'28" |
| 2    | Primož Roglič   | Red Bull | a 30"  |
| 3    | Mattia Cattaneo | Soudal   | a 41"  |

| Pos. | Corridore     | Squadra   | Tempo     |
| ---- | ------------- | --------- | --------- |
| 1    | Primož Roglič | Red Bull  | 81h49'18" |
| 2    | Ben O'Connor  | Decathlon | a 2'36"   |
| 3    | Enric Mas     | Movistar  | a 3'13"   |

## Evoluzione delle classifiche
| Tappa              | Vincitore          | Classifica generale Maglia rossa | Classifica a punti Maglia verde | Classifica scalatori Maglia a pois | Classifica giovani Maglia bianca | Classifica a squadre Numero rosso | Premio combattività Numero giallo |
| ------------------ | ------------------ | -------------------------------- | ------------------------------- | ---------------------------------- | -------------------------------- | --------------------------------- | --------------------------------- |
| 1ª                 | Brandon McNulty    | Brandon McNulty                  | Brandon McNulty                 | non assegnata                      | Mathias Vacek                    | UAE Team Emirates                 | non assegnato                     |
| 2ª                 | Kaden Groves       | Wout Van Aert                    | Kaden Groves                    | Stefan Küng                        | Mathias Vacek                    | UAE Team Emirates                 | Luis Ángel Maté                   |
| 3ª                 | Wout Van Aert      | Wout Van Aert                    | Wout Van Aert                   | Luis Ángel Maté                    | Mathias Vacek                    | UAE Team Emirates                 | Xabier Isasa                      |
| 4ª                 | Primož Roglič      | Primož Roglič                    | Wout Van Aert                   | Sylvain Moniquet                   | Antonio Tiberi                   | UAE Team Emirates                 | Pablo Castrillo                   |
| 5ª                 | Pavel Bittner      | Primož Roglič                    | Wout Van Aert                   | Sylvain Moniquet                   | Antonio Tiberi                   | UAE Team Emirates                 | Ibon Ruiz                         |
| 6ª                 | Ben O'Connor       | Ben O'Connor                     | Wout Van Aert                   | Sylvain Moniquet                   | Florian Lipowitz                 | Decathlon AG2R La Mondiale Team   | Ben O'Connor                      |
| 7ª                 | Wout Van Aert      | Ben O'Connor                     | Wout Van Aert                   | Sylvain Moniquet                   | Antonio Tiberi                   | Decathlon AG2R La Mondiale Team   | Xabier Isasa                      |
| 8ª                 | Primož Roglič      | Ben O'Connor                     | Wout Van Aert                   | Primož Roglič                      | Antonio Tiberi                   | Decathlon AG2R La Mondiale Team   | Oier Lazkano                      |
| 9ª                 | Adam Yates         | Ben O'Connor                     | Wout Van Aert                   | Adam Yates                         | Florian Lipowitz                 | UAE Team Emirates                 | Adam Yates                        |
| 10ª                | Wout Van Aert      | Ben O'Connor                     | Wout Van Aert                   | Adam Yates                         | Florian Lipowitz                 | UAE Team Emirates                 | Wout Van Aert                     |
| 11ª                | Eddie Dunbar       | Ben O'Connor                     | Wout Van Aert                   | Adam Yates                         | Carlos Rodríguez                 | UAE Team Emirates                 | Xandro Meurisse                   |
| 12ª                | Pablo Castrillo    | Ben O'Connor                     | Wout Van Aert                   | Adam Yates                         | Carlos Rodríguez                 | UAE Team Emirates                 | Pablo Castrillo                   |
| 13ª                | Michael Woods      | Ben O'Connor                     | Wout Van Aert                   | Wout Van Aert                      | Carlos Rodríguez                 | UAE Team Emirates                 | Wout Van Aert                     |
| 14ª                | Kaden Groves       | Ben O'Connor                     | Wout Van Aert                   | Wout Van Aert                      | Carlos Rodríguez                 | UAE Team Emirates                 | Jhonatan Narváez                  |
| 15ª                | Pablo Castrillo    | Ben O'Connor                     | Wout Van Aert                   | Wout Van Aert                      | Florian Lipowitz                 | UAE Team Emirates                 | Jay Vine                          |
| 16ª                | Marc Soler         | Ben O'Connor                     | Kaden Groves                    | Jay Vine                           | Carlos Rodríguez                 | UAE Team Emirates                 | Marc Soler                        |
| 17ª                | Kaden Groves       | Ben O'Connor                     | Kaden Groves                    | Jay Vine                           | Carlos Rodríguez                 | UAE Team Emirates                 | Xabier Isasa                      |
| 18ª                | Urko Berrade       | Ben O'Connor                     | Kaden Groves                    | Marc Soler                         | Carlos Rodríguez                 | UAE Team Emirates                 | Marc Soler                        |
| 19ª                | Primož Roglič      | Primož Roglič                    | Kaden Groves                    | Marc Soler                         | Mattias Skjelmose                | UAE Team Emirates                 | Isaac Del Toro                    |
| 20ª                | Eddie Dunbar       | Primož Roglič                    | Kaden Groves                    | Jay Vine                           | Mattias Skjelmose                | UAE Team Emirates                 | Marc Soler                        |
| 21ª                | Stefan Küng        | Primož Roglič                    | Kaden Groves                    | Jay Vine                           | Mattias Skjelmose                | UAE Team Emirates                 | non assegnata                     |
| Classifiche finali | Classifiche finali | Primož Roglič                    | Kaden Groves                    | Jay Vine                           | Mattias Skjelmose                | UAE Team Emirates                 | Marc Soler                        |

Maglie indossate da altri ciclisti in caso di due o più maglie vinte
- Nella 2ª tappa Wout Van Aert ha indossato la maglia verde al posto di Brandon McNulty.
- Nella 4ª tappa Kaden Groves ha indossato la maglia verde al posto di Wout Van Aert.
- Nella 14ª e 15ª tappa Marc Soler ha indossato la maglia a pois al posto di Wout Van Aert.
- Nella 16ª tappa Jay Vine ha indossato la maglia a pois al posto di Wout Van Aert.

## Classifiche finali

### Classifica generale - Maglia rossa
| Pos. | Corridore         | Squadra   | Tempo     |
| ---- | ----------------- | --------- | --------- |
| 1    | Primož Roglič     | Red Bull  | 81h49'18" |
| 2    | Ben O'Connor      | Decathlon | a 2'36"   |
| 3    | Enric Mas         | Movistar  | a 3'13"   |
| 4    | Richard Carapaz   | EF        | a 4'02"   |
| 5    | Mattias Skjelmose | Lidl      | a 5'49"   |
| 6    | David Gaudu       | Groupama  | a 6'32"   |
| 7    | Florian Lipowitz  | Red Bull  | a 7'05"   |
| 8    | Mikel Landa       | T-Rex     | a 8'48"   |
| 9    | Pavel Sivakov     | UAE       | a 10'04"  |
| 10   | Carlos Rodríguez  | Ineos     | a 11'19"  |

### Classifica a punti - Maglia verde
| Pos. | Corridore       | Squadra     | Punti |
| ---- | --------------- | ----------- | ----- |
| 1    | Kaden Groves    | Alpecin     | 226   |
| 2    | Primož Roglič   | Red Bull    | 140   |
| 3    | Max Poole       | DSM         | 118   |
| 4    | Pablo Castrillo | Kern Pharma | 117   |
| 5    | Mathias Vacek   | Lidl        | 110   |

### Classifica scalatori - Maglia a pois
| Pos. | Corridore       | Squadra     | Punti |
| ---- | --------------- | ----------- | ----- |
| 1    | Jay Vine        | UAE         | 78    |
| 2    | Marc Soler      | UAE         | 76    |
| 3    | Pablo Castrillo | Kern Pharma | 43    |
| 4    | Primož Roglič   | Red Bull    | 32    |
| 5    | Marco Frigo     | Israel      | 32    |

### Classifica giovani - Maglia bianca
| Pos. | Corridore          | Squadra  | Tempo      |
| ---- | ------------------ | -------- | ---------- |
| 1    | Mattias Skjelmose  | Lidl     | 81h55'07"  |
| 2    | Florian Lipowitz   | Red Bull | a 1'16"    |
| 3    | Carlos Rodríguez   | Ineos    | a 5'30"    |
| 4    | Matthew Riccitello | Israel   | a 1h40'48" |
| 5    | Max Poole          | DSM      | a 1h50'46" |

### Classifica a squadre
| Pos. | Squadra                         | Tempo      |
| ---- | ------------------------------- | ---------- |
| 1    | UAE Team Emirates               | 245h12'58" |
| 2    | Red Bull-Bora-Hansgrohe         | a 33'53"   |
| 3    | Decathlon AG2R La Mondiale Team | a 1h23'09" |
| 4    | Team Visma-Lease a Bike         | a 1h53'33" |
| 5    | Groupama-FDJ                    | a 2h16'51" |